# Helmore Glacier
Helmore Glacier är en glaciär i Antarktis. Den ligger i Östantarktis. Australien gör anspråk på området. Helmore Glacier ligger 1 040 meter över havet.
Terrängen runt Helmore Glacier är varierad, och sluttar brant västerut. Trakten är obefolkad. Det finns inga samhällen i närheten. 